# 保尔·汉宁森广场站
保尔·汉宁森广场站（丹麥語：Poul Henningsens Plads Station）是哥本哈根地铁3号线的一个地下车站，因靠近“保尔·汉宁森广场”而得名。位于丹麦首都哥本哈根厄斯特布罗区措辛厄街与雷瑟街（Reersøgade）间的三角形区域内。主入口朝向狩猎路一侧。属于第1收费区。.
| 上一站          | 哥本哈根地铁 | 下一站              |
| --------------- | ------------ | ------------------- |
| 三角广场站 环线 | 3号线        | 维本苑交叉口站 环线 |

## 历史

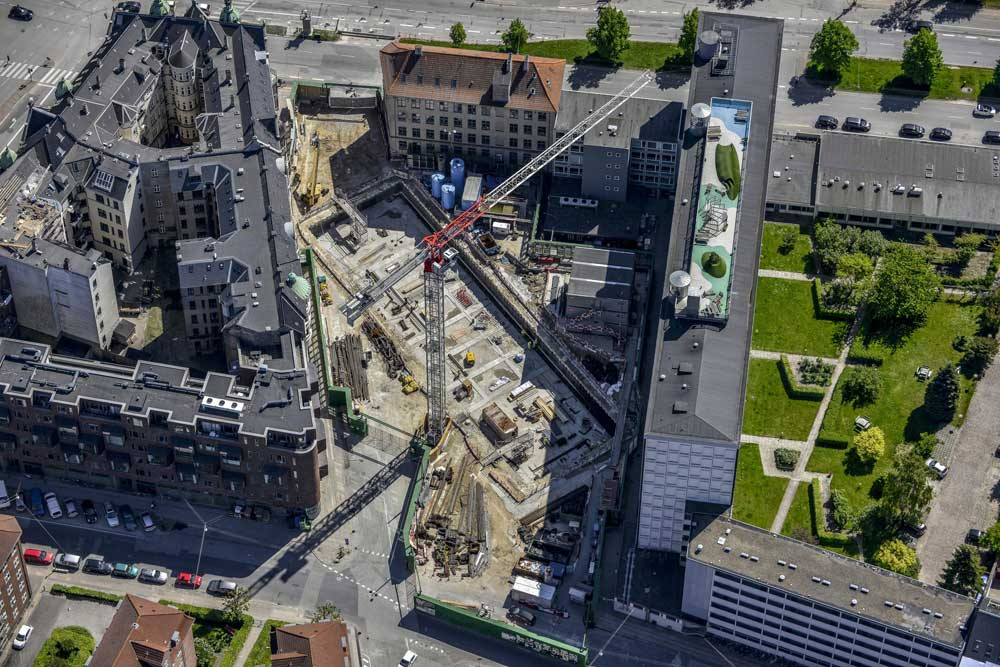
建设中的保尔·汉宁森广场站（2014年）

该地铁站原计划建筑于保尔·汉宁森广场地下，后改至现址。2011年5月起开始进行包括地质勘查、考古发掘、管线迁移在内的前期准备工作。2013年年初，车站主体工程开工。2019年9月29日，随哥本哈根地铁3号线其余16座车站一同启用。